# Het Peulengaleis
Het Peulengaleis was een Vlaams komisch televisieprogramma dat van 1999 tot en met 2005 in vijf seizoenen werd uitgezonden op Canvas. Het was een spin-off van het radioprogramma Het Leugenpaleis (1988-1998) en werd eveneens door Bart Peeters en Hugo Matthysen gepresenteerd.

## Concept
Het Leugenpaleis, dat van 1988 tot 1998 op radiozender Studio Brussel te beluisteren viel, was een succesrijk cultprogramma, gepresenteerd door Bart Peeters en Hugo Matthysen. De radioshow werd voornamelijk gekenmerkt door absurde improvisaties. In 1995 was de eerste televisieversie op VTM te zien, genaamd De Liegende Doos. Het programma was een groots aangepakte tv-show die mikte op een breed publiek, maar toch niet het succes van de radioserie evenaarde. Vier jaar later verscheen een nieuwe, kleinschaligere versie op Canvas genaamd Het Peulengaleis. Deze televisie-spin-off bleek bij kijkers beter in de smaak te vallen en zou uiteindelijk vijf seizoenen lang in de ether blijven. Net als hun radioprogramma bestonden de televisieseries ook vooral uit absurde improvisaties. Veel personages die ze op de radio al speelden maakten ook op tv hun opwachting (Joe Roxy, Clement Peerens, Kim de Hert, Jos Bosmans,...), maar er werden ook nieuwe figuren bedacht (de homo's in de Gamma, Yvonne en Yvette, Pétrik en Jéhan,...) Behalve Peeters en Matthysen speelden er ook andere acteurs en actrices mee, waarbij Tine Embrechts het meeste succes kende. De televisiereeks overtrof de populariteit van de radioserie enorm.

## Acteurs
- Warre Borgmans
- Els Dottermans
- Pieter Embrechts
- Tine Embrechts
- Dimitri Leue
- Geena Lisa Peeters
- Hugo Matthysen
- Bart Peeters
- Karlijn Sileghem
- Tom Van Dyck
- Adriaan Van den Hoof
- Ronny Mosuse
- Stijn Coninx (regisseur)

## Vaste onderdelen

### De mannen van de Gamma
Deze sketches speelden zich altijd af in de doe-het-zelfzaak Gamma. Een verwijfde homoseksuele klant (Hugo Matthysen) vroeg altijd aan de verwijfde homoseksuele verkoper (Bart Peeters) of hij hem "iets mocht vrageeuuhh?". De vragen hadden meestal niets te maken met doe-het-zelven en de verkoper wilde de klant enkel een "zaagskeeuh", "hamertjeeuh" en een "beiteltjeeuh" aansmeren. De klant koopt echter nooit, maar belooft wel "er eens over na te denkeeuh". In de latere seizoenen werd de sketch nog uitgebreid doordat Bart de hulp inriep van zijn bediendes: Mr. van de Perre & Mr. Verkammen (Adriaan Van den Hoof & Warre Borgmans) die op stepjes in de zaak rondreden en Hugo nog een "kauwgommekeeuuh" en een "haakjeeuuuh" aansmeerden.

### Yvonne & Yvette
Twee ietwat naïeve boezemvriendinnen (gespeeld door Bart en Hugo), die vertellen over wat ze zoal meemaakten, hun laatste nieuwe aankoop.

### Kelly de pornoactrice
Bart Peeters en Tine Embrechts speelden twee pornoacteurs. Tijdens hun seksscènes waren ze altijd gekleed en stopten voortijdig omdat ze oftewel hun acteerwerk realistischer wilden maken of omdat Kelly ineens met een bepaalde afleidende gedachte worstelde. (Bv.: het leed in de wereld.) Het was in deze rol dat Kelly een onvergetelijke indruk naliet en spoedig populair werd in Vlaanderen.

### De Jos Bosmans Show
Dit onderdeel was vroeger al op de radio te horen waar het "de Floeren Portemonnee" heette. Bart speelde toen als de overenthousiaste en in plat dialect pratende televisiepresentator Cas Goossens. De stukjes kwamen voor in het radioprogramma op Studio Brussel "Het Leugenpaleis" en wel in het slotgedeelte. Hierin ging Hugo Matthyssen ("Haaa, den Hugo se!") naar het bureel van Cas Goossens die op dat moment op zondag op de BRT aanwezig was om "zijn papieren goed te leggen". Tijdens het mijmeren liet Cas Goossens dan die stukjes horen waarin hij samen met Eugène Flagey (naar het naar hem genoemde omroepgebouw van de VRT en het plein waar het gelegen is) het fictieve radioprogramma "De Floeren Portemonnee" presenteerde. Zowel op de radio als op tv was de show een persiflage op de televisie uit de jaren 50. Zodra de echte Cas Goossens op pensioen ging werd het typetje vervangen door Jos Bosmans. In Het Peulengaleis bewoog Bosmans zich tijdens de enorm chaotische show heen en weer tussen de verschillende gasten en hun bizarre verhalen. Ook Eugène was weer van de partij, gespeeld door Hugo Matthyssen, met een lange blonde bles en spelend op het orgel. Tine Embrechts speelde "ons Irène", een truttige en naïeve copresentatrice die vaak vol bewondering over Jos was en een eigen rubriekje had. Dit item, "de rubriek van ons Irène", bevatte "tips voor de moderne huisvrouw." Een andere vaste vaste rubriek was "Met Jos in het bos."

### Koken met Jezus
Bart Peeters speelde Jezus Christus die een kookrubriek had. Sommige kijkers klaagden dat deze sketch blasfemie was.

### De Vetzakken
Een wekelijks terugkerend kort animatiefilmpje. Drie figuren uit Jeroen Bosch' schilderij De Kruisdraging zitten in een auto. Twee schelden elkaar uit voor "vetzak", terwijl de andere hen toeroept: "Vetzakken, stop met die vetzakkerij." Het gekibbel gaat zo nog een hele tijd door tot degene die hen maande met hun gescheld te stoppen zegt: "Jongen, ge zijt zélf een vetzak." Doordat de dialogen vrijwel altijd identiek waren groeiden hun uitspraken al snel uit tot populaire catchphrases.

### De Fuck You van de week
Verschillende personen vertellen wie hun "Fuck You van de Week" krijgt, steeds voorzien van een gulden middelvinger.

### Johan en Patrick (Jehaan en Petrik)
Bart en Hugo spelen twee mannen uit de Kempische gemeente Tessenderlo, die in Duitsland hun contactlenzen proberen terug te vinden. Hun vrouwen snellen hen elke aflevering weer te hulp, om tevergeefs huiswaarts te keren. Embrechts (Heidi) nam altijd de telefoon af met de woorden: "HHHHHallo met HHHHeidi". Altijd is er een "grensbord" te zien met de Europese sterren en daarin "Bundesrepublik Deutschland" en een halte van de Duitse busmaatschappij.

### Clement Peerens
Hugo Matthysen speelde een rockzanger (Clement Peerens) die in zijn stamcafé filosofische discussies aangaat met zijn groepsleden. De 'bouzouki in de maneschijn-sketch' werd legendarisch. Reeds jaren ervoor trad Matthysen al op met de rockgroep: de Clement Peerens Explosition.

### Cynthia en Roland
Twee mensen die de kijkers ervan willen overtuigen dat ze "interessante mensen" zijn. Ze geven hen tips over hoe ze bepaalde dingen moeten aanpakken.

### Fomas en Elisabef Fimmermans
Een koppel duivelvrezende mensen die ervan overtuigd zijn dat de letter T des duivels is, en die letter willen vermijden door die letter telkens te verwisselen met de letter F. Zij leggen telkens uit wat hun dagelijkse bezigheden zijn.

### Dokter De Reiger
Dokter De Reiger en Natasha, de verpleegster, hebben altijd een interessant persoon op de operatietafel liggen. Met de beats van dj springer op de achtergrond halen ze hun patiënten open. Aan elke patiënt hangt ook steeds een absurd verhaal vast.

### Pijlen Gezeul
Hugo Mathijssen had geprobeerd hert te eten maar dat was omgekeerd uitgedraaid, gevolg dat hij nu door het leven gaat met een hertenkop. In elke sketch heeft Hugo een briljant plan om geld te verdienen. Spijtig genoeg is er nooit volk in buurt dat geïnteresseerd is om geld uit te geven. Om hem op te beuren leest Bart steeds een mop voor van de druivelaar.

### Poëzie
Joe Roxy, de Limburgse dichter, brengt wekelijks een kort gedichtje.

### Boekenrubriek
Wekelijks komen Hugo en Bart een nieuw boek voorstellen.

## Disco- en videografie
- Het Leugenpaleis (cd)
- Het Peulengaleis (dvd)